# Lauriomyces
Lauriomyces ist die einzige Gattung der Lauriomycetaceae, die wiederum die einzige Familie der Ordnung der Lauriomycetales innerhalb der Schlauchpilze (Ascomycota) sind.

## Merkmale
Es sind bei den Arten von Lauriomyces keine Hauptfruchtformen bekannt. Die Nebenfruchtform ist hyphomycetisch. Die Konidienträger sind makronematös, das bedeutet, ihre Hyphen sind deutlich größer als normale Hyphen, und sie sind mononematös, das heißt, sie entstehen aus einer einzelnen Hyphe. Sie sind gerade oder gebogen, dick und glattwandig, braun bis dunkelbraun, wobei sie zum leicht verdickten und dünnwandigen Apex hin blasser werden. Die kondiogenen Zellen sind durchscheinend, einzeln und blastisch, das heißt, die Konidien werden also erst nach der Bildung der Zelle abgeschnürt. Die Konidien sind in einer oder mehreren Ketten, einzellig, durchscheinend und glatt.

## Lebensweise und Verbreitung
Lauriomyces-Arten sind saprob auf abgefallenem Laub. Sie sind weltweit verbreitet.

## Systematik und Taxonomie
Lauriomyces wurde 1990 von Rafael F. Castañeda erstbeschrieben, die Familie Lauriomycetaceae und die Ordnung Lauriomycetales wurde dann 2017 von Rafael F. Castañeda und Josep Guarro beschrieben.
Die Gattung  Lauriomyces enthält folgende Arten.
- Lauriomyces acerosus
- Lauriomyces basitruncatus
- Lauriomyces bellulus
- Lauriomyces cylindricus
- Lauriomyces ellipticus
- Lauriomyces glumateus
- Lauriomyces heliocephalus
- Lauriomyces pulcher
- Lauriomyces sakaeratensis
- Lauriomyces synnematicus
- Lauriomyces ventricosus